# Pozwólcie nam do woli fruwać nad ogrodem
Pozwólcie nam do woli fruwać nad ogrodem (oryginalny tytuł Lasst uns frei fliegen über den Garten) – niemiecko-polski film fabularny w reżyserii Stanisława Latałły, zrealizowany w 1974 roku. Adaptacja opowiadania Stanisława Czycza And. 

## Treść
Polska, lata pięćdziesiąte XX wieku. Jurorzy konkursu poetyckiego oskarżają Staszka o plagiat – większość z nadesłanych przez niego wierszy napisał ktoś inny. Chłopak tłumaczy, że wiersze znalazł „na strychu, w walizce z przyborami magicznymi”, a wysłał je na konkurs, by „wyjść z cienia”. 
Staszek i Andrzej jadą na zjazd początkujących literatów. W zatłoczonym nocnym pociągu spotykają znajomego, jadącego na ten sam zjazd. Znajomy okazuje się wyrachowanym konformistą, szukającym dojść i układów dla zdobycia stypendiów i wczasów za granicą. Andrzej i Staszek wyrzucają go z przedziału, który zajmował sam (jak mówił „załatwił rezerwację z kierownikiem pociągu”).
Na bankiecie konkursowym Andrzej i Staszek wywołują swoim dziwacznym, agresywnym zachowaniem konsternację wśród zebranych. Zakłócają groteskowe ceremoniały towarzystwa, obcałowującego się i wznoszącego toasty. Pijących szampana zmuszają do picia wody, śpiewają Sto lat na melodię Boże, coś Polskę, w końcu Staszek wywozi Andrzeja z sali na taczce. W deszczu obaj poeci na zmianę obwożą się taczką po mieście. 
Wieczorem w pokoju hotelowym Staszek okazuje przyjacielowi zainteresowanie erotyczne, jednak Andrzej odrzuca zaloty. Wymusza na Staszku przyrzeczenie, że gdyby odebrał sobie życie, ten ożeni się z jego żoną i zaopiekuje się dzieckiem. W zamian Staszek stawia warunek: chce być obecny przy śmierci przyjaciela.
Rano odwiedza ich w pokoju zdziwaczały poeta-aktywista, który, choć sam nie ma krzty talentu, zabiera się za tworzenie pisma literackiego dla młodych artystów. Proponuje Andrzejowi i Staszkowi wejście do redakcji („Panowie mają talent!”). Rozmowa z karierowiczem przyspiesza wyjazd obu poetów. W drodze powrotnej rozdzielają się. Na miejscu Staszek odwiedza mieszkanie Andrzeja i dowiaduje się o jego śmierci. Nie jest pewne, czy była ona wynikiem samobójstwa.
Staszek wraz z żoną Andrzeja jedzie do szpitala. Ostatnia scena to sekcja zwłok Andrzeja, dokonywana w obecności studentów medycyny.

## Interpretacja
Film opowiada o przyjaźni dwóch młodych poetów na tle PRL-owskiej rzeczywistości. Pierwowzorami postaci Andrzeja i Staszka są Andrzej Bursa, poeta tzw. pokolenia „Współczesności”, buntownik i antyesteta, zmarły na serce w wieku zaledwie 25 lat, oraz Stanisław Czycz, autor opowiadania And, poświęconego właśnie Bursie. Tytułowy And to skrót od imienia Andrzej. Adaptacja Latałły, który napisał też scenariusz filmu, nie jest jednak wierna względem tekstu.
Obraz jest mocno osadzony w klimacie lat pięćdziesiątych, z ich ponurą szarością i brakiem perspektyw. Są to czasy, gdy sztuka mogła być gestem służalczym albo aktem ucieczki, wielkim pytaniem o sens. Bohaterowie filmu Latałły, śladem postaci z monologu w opowiadaniu Czycza, wybierają tę drugą drogę, wymagającą odwagi i wewnętrznej siły. Andrzej i Staszek w jaskrawy sposób odróżniają się od środowiska młodych polskich literatów. Tworzą je pozbawieni talentu blagierzy, zainteresowani wygodnym ustawieniem się w życiu, chętnie korzystający z materialnych dobrodziejstw płynących z posiadania etykiety bycia artystą. 
Bunt obu poetów jest ostentacyjny i bezkompromisowy. Są oni chwilami agresywni i cyniczni, jednak pod maskami bezczelnych arogantów i szyderców ukrywają prawdziwe twarze ludzi wrażliwych, traktujących serio pisanie. Mają apetyt na życie, lecz zarazem oswajają myśl o śmierci („Czy nie zdumiewa cię fakt, że jeszcze żyjesz?” – pyta Andrzej w scenie „podglądania życia” na dworcu kolejowym). Najwyższą wartością jest dla nich niesforna, jakby na przekór czasom, wewnętrzna wolność artysty.
Film operuje skrajnymi estetykami: jest chwilami naturalistyczny czy wręcz turpistyczny (obrazy tuneli dworcowych, sekcja zwłok), w innych scenach subtelny i liryczny (sztuczki iluzjonistyczne Staszka, motyw leśmianowskich bohaterów Świdrygi i Midrygi). Podobny kontrast można dostrzec w całej twórczości Andrzeja Bursy. 
Część krytyków oraz środowiska filmowców uznała Pozwólcie nam do woli... za film niezrozumiały i hermetyczny. Opinię o hermetyczności wyraziła m.in. Agnieszka Holland, która zagrała epizod w jednej ze scen. Zdaniem reżyserki Latałło był w swoim filmie dopiero na etapie poszukiwań artystycznych. Inni dostrzegali jednak ogromny ładunek energii ukryty w nieatrakcyjnej fabule, pisząc o pozornej martwocie, pod którą wrze emocjonalna kipiel. Autor zdjęć Witold Stok pisał w Portrecie niedokończonym Marcina Latałły, syna Stanisława, książce-opowieści rodziny i przyjaciół o artyście: Staraliśmy się odtworzyć w filmie atmosferę tamtych zadymionych, niewygodnych czasów [...], a dwóm młodym poetom, filmowym bohaterom, przypisywaliśmy często nasze własne ambicje, oczekiwania i wątpliwości, co dawało opowieści rytm i gorączkę, którą sami czuliśmy. 
Scenariusz nie podobał się polskim władzom, które uważały go za niekonstruktywny i niesocjalistyczny i nie chciały sfinansować powstania filmu.

## Realizacja
W Portrecie Niedokończonym Andrzej Titkow przytacza anegdotę na temat powstania filmu. Aleksander Jackiewicz, krytyk filmowy i wykładowca Szkoły Filmowej w Łodzi, w trakcie zajęć miał podać opowiadanie And jako przykład prozy niemożliwej do ekranizacji. Latałło i Titkow przeciwstawili się tej opinii. Latałło nakręcił swój film w 1974 r., Titkow – w 1989 r. (Światło odbite, również poświęcony przyjaźni Bursy i Czycza).
Pieniądze na realizację, dzięki pomocy reżysera Krzysztofa Zanussiego udało się znaleźć za granicą. Producentem była zachodnioniemiecka telewizja ZDF.
Film, zrealizowany w języku polskim i zdubbingowany na język niemiecki, został nakręcony we Wrocławiu. Wśród plenerów widoczny jest m.in. jeden z wrocławskich mostów oraz przejścia podziemne dworca kolejowego Wrocław Główny. 
Kilka miesięcy po ukończeniu zdjęć reżyser Stanisław Latałło zginął w wyprawie wysokogórskiej w Himalajach. Miał 29 lat.

## Obsada
- Jan Nowicki – Andrzej
- Jurek Bogajewicz – Staszek
- Asja Łamtiugina – Lidka, żona Andrzeja
- Jerzy Matula – uczestnik konkursu poetyckiego
- Jerzy Bończak – poeta zakładający nowe czasopismo
- Jerzy Bossak – juror na konkursie poetyckim
- Bożena Dykiel – jurorka
- Agnieszka Holland – literatka na zjeździe
- Kazimierz Kaczor – literat na zjeździe
- Andrzej Wojaczek – literat na zjeździe
- Eliasz Kuziemski – mężczyzna w domu Andrzeja

## Premiera
Widzowie w Polsce mogli zobaczyć Pozwólcie nam do woli.. dopiero 30 lat po jego nakręceniu. 18 stycznia 2005 r. został zaprezentowany w wieczorze filmowym Kocham kino w TVP2, prowadzonym przez Grażynę Torbicką i Tadeusza Sobolewskiego. W tym samym wieczorze pokazano też film Listy naszych czytelników Latałły z 1973 r., zrealizowany na podstawie słuchowisk radiowych Zbigniewa Herberta, z Tadeuszem Łomnickim w roli głównej. Ten obraz również przeleżał wiele lat na półkach. Pokazano także dokument biograficzny Marcina Latałły pt. Ślad, opowiadający o ojcu (1996).